# Puchar Islandii w piłce nożnej (1964)
Puchar Islandii w piłce nożnej mężczyzn 1964 – 5. edycja rozgrywek mających na celu wyłonienie zdobywcy Pucharu Islandii. Tytułu broniła drużyna KR. Na każdym etapie pucharu rozgrywany był jeden mecz pomiędzy zespołami. Mecz finałowy odbył się na stadionie Melavöllur w Reykjavíku, gdzie puchar piąty raz z rzędu wywalczyła drużyna KR.

## Pierwsza runda
W pierwszej rundzie wzięło udział dziesięć zespołów, w tym sześć zespołów rezerw i cztery zespoły z 2. deild.
| 4 sierpnia 1964 | Víkingur Reykjavík | 2:1Raport | Haukar | Hvaleyrarholtsvöllur, Hafnarfjörður |
|                 |                    |           |        |                                     |

| 8 sierpnia 1964 | KR B | 3:0Raport | ÍB Ísafjörður | Ísafjarðarvöllur, Ísafjörður |
|                 |      |           |               |                              |

| 11 sierpnia 1964 | Fram B | 3:0Raport | Þróttur Reykjavík B | Melavöllur, Reykjavík |
|                  |        |           |                     |                       |

| 11 sierpnia 1964 | Valur B | 2:1Raport | Keflavík B | Njarðvíkurvöllur, Njarðvík |
|                  |         |           |            |                            |

| 16 sierpnia 1964 | ÍB Vestmannaeyja | 9:8Raport | Akraness B | Hásteinsvöllur, Vestmannaeyjar |
|                  |                  |           |            |                                |

## Druga runda
W drugiej rundzie do zwycięzców pierwszej rundy dołączyły trzy zespoły z 2. deild – Breiðablik, FH oraz ÍBA Akureyri.
| 13 sierpnia 1964 | Breiðablik | 4:2Raport | FH | Hvaleyrarholtsvöllur, Hafnarfjörður |
|                  |            |           |    |                                     |

| 25 sierpnia 1964 | Fram B | 2:1Raport | Valur B | Melavöllur, Reykjavík |
|                  |        |           |         |                       |

| 31 sierpnia 1964 | KR B | 5:2Raport | ÍB Vestmannaeyja | Melavöllur, Reykjavík |
|                  |      |           |                  |                       |

| 5 września 1964 | ÍBA Akureyri | 5:2Raport | Víkingur Reykjavík | Akureyrarvöllur, Akureyri |
|                 |              |           |                    |                           |

## Trzecia runda
W trzeciej rundzie rozegrane zostały dwa mecze pomiędzy zwycięzcami drugiej rundy.
| 8 września 1964 | KR B | 2:1Raport | Breiðablik | Melavöllur, Reykjavík |
|                 |      |           |            |                       |

| 13 września 1964 | ÍBA Akureyri | 7:5Raport | Fram B | Akureyrarvöllur, Akureyri |
|                  |              |           |        |                           |

## Ćwierćfinał
W ćwierćfinale do zwycięzców poprzedniej rundy dołączyło sześć zespołów reprezentujących 1. deild islandzką w sezonie 1964 – KR, Fram, Valur, Þróttur Reykjavík, Keflavík oraz Akraness.
| 4 października 1964 | KR B | 2:0Raport | Keflavík | Melavöllur, Reykjavík |
|                     |      |           |          |                       |

| 4 października 1964 | Akraness | 1:0Raport | Þróttur Reykjavík | Akranesvöllur, Akranes |
|                     |          |           |                   |                        |

| 4 października 1964 | KR | 1:0Raport | ÍBA Akureyri | Melavöllur, Reykjavík |
|                     |    |           |              |                       |

| 10 października 1964 | Fram | 2:1Raport | Valur | Melavöllur, Reykjavík |
|                      |      |           |       |                       |

## Półfinał
Do półfinału awansowali zwycięzcy meczów ćwierćfinałowych, wśród których znalazły się trzy zespoły z 1. deild oraz jeden zespół rezerw. W jednym z meczów półfinałowych zespół KR zmierzył się ze swoim zespołem rezerw, KR B.
| 11 października 1964 | KR | 2:1Raport | KR B | Melavöllur, Reykjavík |
|                      |    |           |      |                       |

| 18 października 1964 | Akraness | 2:0Raport | Fram | Melavöllur, Reykjavík |
|                      |          |           |      |                       |

## Finał
Mecz finałowy został rozegrany 24 października 1964 roku na stadionie Melavöllur w Reykjavíku. W spotkaniu, tak jak w poprzedniej edycji, udział wzięły drużyny KR oraz Akraness. Mecz zakończył się zwycięstwem 4:0 pierwszej z tych drużyn. W rezultacie KR obronił tytuł zdobywcy Pucharu Islandii i uzyskał kwalifikację do Pucharu Zdobywców Pucharów.
| 24 października 1964 | KR | 4:0Raport | Akraness | Melavöllur, Reykjavík |
|                      |    |           |          |                       |